# مسلسلات الأطفال التلفزيونية

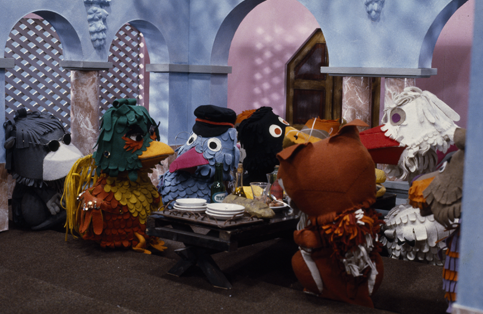
بعض شخصيات Fabeltjeskrant

مسلسلات الأطفال التلفزيونية هي برامج تلفزيونية مصممة للأطفال وتكون بالعادة برامج إذاعية مجدولة للبث أثناء الصباح والمساء في الوقت الذي يكون فيه الأطفال مستيقظين، وأحيانا تعرض في بداية المساء لإتاحة مشاهدتها للأطفال بعد الروضة أو المدرسة والغرض من هذه البرامج إما ترفيهي أو أحيانا تعليمي.

## التاريخ في الولايات المتحدة
يعد برنامج Fabeltjeskrant في الولايات المتحدة الأمريكية برنامج تلفزيوني قديم، بقدم التلفزيون نفسه ويشتمل على عروض مثل: مسرحية المدرسة وكابتن تاق والدوار السحري وهودي دودي وإيفور المحرك وكلانجرس ورأس ووتد ورجال أصيص الزهور وكابتن كانجرو وشارع سمسم وشركة الكهرباء وجيران السيد روجر. وكانت المسلسلات التلفزيونية القديمة فرعًا للتسويق لمنتجات الشركات الضخمة مثل دزني، ونادرا ما تتضمن عناصر تعليمية (على سبيل المثال المهرج السحري وهو برنامج تلفزيوني قديم كان إعلان رسمي لمنتج الحلوى التركية لبونومو، وهذه الفكرة مستمرة ولو أنها بدأت تقل.

## الفئات العمرية
المسلسلات التلفزيونية للأطفال قادرة على استهداف اختلافات كثيرة في مفتاح الفئات العمرية. البرامج استهدفت التركيبة العمرية وكذلك وفق النوع، حيث تستهدف بعض الشبكات التلفزيونية الرضع والأطفال الأقل من سنتين في جزء منها، بينما استهداف الأطفال ما قبل المدرسة من عمر سنتين إلى ست سنوات الهدف منه تعليمي.